# アニー・セザール
アニー・セザール（Annie Cesar、1997年4月26日 - ）は、ドイツの女子バレーボール選手。ドイツ代表。

## 来歴

### クラブチーム
バート・クロツィンゲン出身。ジュニアのクラブチームを経て、2015年、アリアンツ MTV シュトゥットガルトへ入団。はじめの2年間は同チームのセカンドチームでアウトサイドヒッターとして出場していた。2017/18シーズンからリベロとして試合に出場し、2018/19シーズンにはブンデスリーガで優勝、ドイツカップで準優勝の成績を残した。2020年4月、Ladies in Black Aachenへ移籍することが発表され、4年間プレーした。2022/23シーズンのドイツカップでは3位となった。2024年6月、2024/25シーズンから新設されたLOVBに参戦することが発表され、オマハ所属となった。

### 代表チーム
2023年、シニア代表に初選出され、同年のネーションズリーグ、欧州選手権、パリ五輪予選に出場した。

## 球歴
- パリ五輪予選 - 2023年
- 欧州選手権 - 2023年
- ネーションズリーグ - 2023年、2024年

## 所属クラブ
- アリアンツ MTV シュトゥットガルト（2015-2020年）
- Ladies in Black Aachen（2020-2024年）
- LOVBオマハ（2024年-）